# Sjer Ali Khan

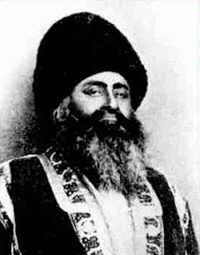
Sher Ali

Sjer Ali Khan (1823-21 februari 1879) was emir van Afghanistan (1863-1866, 1869-1879).
Sjer Ali was door zijn vader, Dost Mohammed als opvolger aangewezen, maar zijn positie werd betwist door Dost Mohammeds oudste zoon, Muhammad Afzal Khan, die waarschijnlijk was gepasseerd vanwege de lage afkomst van zijn moeder. Met zijn broer Muhammad Azam Khan had Afzal Khan een machtsbasis in Noord-Afghanistan. Sjer Ali wist hen te verslaan. Azam Khan vluchtte naar Brits-Indië, Afzal Khan werd gevangengezet. In 1866 echter versloeg Abd al-Rahman Khan, de zoon van Afzal Khan, Sjer Ali en zette zijn vader op de troon. Afzal Khan stierf het volgende jaar, en werd opgevolgd door Azam Khan, maar in 1869 wist Sjer Ali, geholpen door zijn zoon Yaqub Khan en met financiële steun van de Britten, definitief de macht te grijpen.
De Russen rukten in deze tijd snel op in Centraal-Azië. Tasjkent en Samarkand waren in de jaren 60 veroverd, en Buchara werd een Russische vazalstaat. Sjer Ali vroeg de Britten om steun in geval van een Russische aanval. De Britten (die ten opzichte van Afghanistan een politiek van 'Masterly Inactivity' voerden) waren niet bereid om harde garanties te geven voor militaire interventie in geval van een Russische aanval, maar steunden de emir wel financieel en in de modernisering van zijn leger. Ook werd in onderhandelingen tussen de Russen en de Britten de Amu Darja officieel vastgelegd als de noordgrens van Afghanistan.
Sjer Ali voerde voorzichtig een aantal moderniseringen door. Belastingen in natura werden geheel vervangen door belastingen in geld, het leger werd rechtstreeks door de staat betaald en niet meer onderhouden door de lokale bevolking, er kwam regulier postverkeer tussen Kaboel en Pesjawar en de eerste kranten verschenen in Afghanistan. Sjer Ali's zoon Yaqub Khan, gesteund door zijn broer Ayyub Khan, verzette zich tegen de benoeming van een andere zoon, Abd Allah Jan tot troonopvolger, en werd gevangengezet.
In Groot-Brittannië veranderde de politiek. In 1874 werd Benjamin Disraeli eerste minister, met Robert Gascoyne (lord Salisbury) als minister voor Indiase zaken. Zij waren van mening dat de Russische dreiging in Centraal-Azië te groot werd om de afhoudende politiek ten opzichte van Afghanistan nog te rechtvaardigen. Afghanistan was volgens de nieuwe Britse leiders te zwak om onafhankelijk te blijven van de beide supermachten, en de Britten konden het niet toestaan dat het land in Russische handen viel.
In 1878 werd de situatie kritiek. Een Russische gezant arriveerde in Kaboel, waarop de Britten nogmaals, en nog harder, eisten ook een gezant te mogen sturen. Toen daarop geen antwoord kwam, stuurden de Britten troepen. Op 21 november trokken de Britten Afghanistan binnen, en op 8 januari 1879 veroverden ze Kaboel. Sjer Ali vluchtte naar het noorden, en stierf op 21 februari van dat jaar in de omgeving van Balkh. De Britten stelden Yaqub Khan aan als Sjer Ali's opvolger.